# Fernando Conde
Fernando Conde Yagüe (Ibdes, Zaragoza, 24 de enero de 1952) es un actor español. Formó parte original del grupo humorístico Martes y Trece.

## Biografía
A pesar de haber nacido en el municipio zaragozano de Ibdes, se considera originario de Daroca, ciudad en la que fue criado.
Estudió en el colegio Santo Tomás, de la familia Labordeta, una circunstancia que despertó su vocación teatral al entrar en contacto con profesores como Mariano Anós o Pilar Laveaga. 
Su condición de mal estudiante le acercó a Madrid en 1971, tras ser reclamado por su hermano mayor desde el fallecimiento de su padre, cuando Fernando contaba 10 años.
En la capital comenzó a estudiar para opositar a la banca. Como no le fue bien, inició en una academia de la calle de Montera, sin mucha convicción, la preparación del acceso a una carrera de tres años, donde un profesor, advirtiendo en el joven verdaderas dotes para la interpretación, le animó a realizar las pruebas de la Real Escuela Superior de Arte Dramático. Una vez superadas, Adolfo Marsillach le contrató para la serie de televisión Silencio, estrenamos, lo que le apartó definitivamente de la escuela.
Después llegaría el musical Godspell y a continuación su popularidad le llega con el grupo humorístico Martes y Trece, que funda, junto a Josema Yuste y Millán Salcedo, en 1978.
Inicia así una etapa de enorme éxito profesional, en el que son habituales los espectáculos en salas de fiesta y las continuas apariciones en televisión. Le otorgan popularidad programas como Fantástico de TVE, en el que realizan una imitación de las Trillizas de Oro, Aplauso y Un, dos, tres... responda otra vez. Con Martes y Trece, rueda incluso un par de películas: Ni te cases ni te embarques (1982) y La loca historia de los tres mosqueteros (1983).
En pleno éxito, Conde decide abandonar Martes y Trece para consagrarse a la interpretación. Compagina a partir de ese momento cine y teatro. Interviene, en la película Esto es un atraco (1987), de Mariano Ozores. También nueve años después interpretó uno de los papeles principales en El perro del hortelano (1996), de Pilar Miró.
El teatro es el medio al que presta mayor dedicación, ya que fundó su propia compañía teatral, Darek Teatro. También ha interpretado obras de autores del Siglo de Oro de las Letras españolas, como Lope de Vega, Calderón de la Barca, así como papeles cómicos en representaciones de Zarzuela.
El 12 de septiembre de 2003 se casó con la madrileña Eva María Martín-Vivaldi, en 2005 tuvo su primer y único hijo Pablo .

## Filmografía

### Películas
- Con Josema Yuste, Millán Salcedo y Fernando Conde:
  - Sentados al borde de la mañana, con los pies colgando (1978)
  - Ni te cases ni te embarques (1982)
  - La loca historia de los tres mosqueteros (1983)
- 1984 - Leviatán (película de 1984)
- 1985 - De hombre a hombre
- 1987 - Esto es un atraco
- 1989 - Al Andalus, el camino del sol
- 1996 - El perro del hortelano
- 2000 - Sin dejar huella
- 2001 - Más pena que gloria
- 2003 - Noviembre
- 2003 - ¡Buen viaje, Excelencia!
- 2008 - ASD. Alma sin dueño
- 2008 - Una palabra tuya
- 2011 - La daga de Rasputín
- 2023 - El cuarto pasajero

### Televisión
- 1978 - Fantástico
- 1980 - Aplauso
- 1982 - Un, dos, tres... responda otra vez
- 1989 - Primera función
- 1994 - Canguros
- 1995 - La Revista: Si Fausto fuera Faustina
- 1996 - Éste es mi barrio
- 1996 - La casa de los líos
- 1996 - Los ladrones van a la oficina
- 1997 - Adós...
- 1997 - Fátima
- 1997 - En plena forma
- 1998 - Hermanas
- 1998 - Entre naranjos
- 2000 - Un hombre solo
- 2001 - Academia de baile Gloria
- 2001 - Más pena que gloria
- 2001 - ¡Ala... Dina! (Diego Velázquez)
- 2007 - Hermanos y detectives
- 2008 - Dos de mayo - La libertad de una nación
- 2008 - Guante blanco
- 2003, 2009 - Hospital Central
- 2016: En la tuya o en la mía
- 2016: El Ministerio del Tiempo (Felipe V)
- 2016-2021: La que se avecina como Fidel Morcillo,  fue un personaje de La que se avecina interpretado por Fernando Conde. Apareció en 3 episodios de forma física: 2 de la novena temporada y 1 de la duodécima, era el padre de Yoli y el exmarido de Menchu. Duodécima temporada: En el noveno episodio de esa temporada Menchu le dice a Yoli que Josito se había encontrado a Fidel muerto, y tras ello, tanto ellas (cómo Clara, Fermin y Josito) fueron al reparto de testamento.
- 2021ː Pequeñas Coincidencias
- 2021ː Servir y proteger

### Teatro
- Godspell (1974)
- La detonación (1977)[3]
- A media luz los tres (1988)
- La dama duende (1990), con dirección de José Luis Alonso Mañés.
- El caballero de Olmedo (1990), con dirección de Miguel Narros.
- La truhana (1992)
- Fiesta barroca (1992)
- Don Juan Tenorio (1993)
- El caballero de las espuelas de oro (1994)
- Yonquis y yanquis (1996), de José Luis Alonso de Santos.
- No hay burlas con el amor (1998)
- Mañanas de abril y mayo (2000)
- El hijo fingido (2001)
- El lindo don Diego (2001)[3]
- Los sobrinos del Capitán Grant (2003)
- Macbeth (2004)
- El mercader de Venecia (2008-2009)
- David y Eduardo. Un extraño encuentro (2011)
- Los caciques (2015)

## Premios y nominaciones
- 1996 - Premio Unión de Actores a la Mejor interpretación secundaria de teatro, por Yonquis y yanquis.[4]
- 2008 - Premio Teatro de Rojas a la Mejor interpretación masculina, por El mercader de Venecia.[5]